# Mittlere Mühle (Uffenheim)
Mittlere Mühle ist ein Wohnplatz der Stadt Uffenheim im Landkreis Neustadt an der Aisch-Bad Windsheim (Mittelfranken, Bayern). Der Ort liegt in der Gemarkung Uffenheim.

## Lage
Die ehemalige Einöde ist heute Haus-Nr. 1 der Mühlstraße des Gemeindeteils Uffenheim. Sie liegt am linken Ufer der Gollach.

## Geschichte
Gegen Ende des 18. Jahrhunderts gab es in Mittlere Mühle ein Anwesen. Das Hochgericht übte das ansbachische Oberamt Uffenheim aus. Das Kasten- und Stadtvogteiamt Uffenheim war Grundherr der Mühle. Von 1797 bis 1808 unterstand Mittlere Mühle dem preußischen Justiz- und Kammeramt Uffenheim.
1806 kam der Ort an das Königreich Bayern. Mit dem Gemeindeedikt (frühes 19. Jahrhundert) wurde Mittlere Mühle dem Steuerdistrikt Uffenheim und der Ruralgemeinde Uffenheim zugewiesen.

### Einwohnerentwicklung
| Jahr      | 001818 | 001836 | 001840 | 001861 | 001871 | 001885 |
| Einwohner | 9      | 6      | 6      | 8      | 6      | 7      |
| Häuser    | 1      | 1      | 1      |        |        | 1      |
| Quelle    | [ 5 ]  | [ 7 ]  | [ 8 ]  | [ 9 ]  | [ 10 ] | [ 11 ] |

## Religion
Der Ort ist seit der Reformation evangelisch-lutherisch geprägt und nach St. Johannes der Täufer (Uffenheim) gepfarrt.

## Weblink
- Mittlere Mühle in der Ortsdatenbank des bavarikon, abgerufen am 19. August 2021.